# سفارة اليابان في كوريا الجنوبية
سفارة اليابان في كوريا الجنوبية هي أرفع تمثيل دبلوماسي لدولة اليابان لدى كوريا الجنوبية. تقع السفارة في حي جونغنو وهي تهدف لتعزيز المصالح اليابانية في كوريا الجنوبية.

## وصلات خارجية
- الموقع الرسمي
- قائمة سفارات اليابان
- قائمة السفارات في كوريا الجنوبية